# فلاديمير روي
فلاديمير روي (بالسلوفاكية: Vladimír Roy)‏ هو مترجم وكاتب وشاعر سلوفاكي، ولد في 17 أبريل 1885 في Adamovské Kochanovce ‏ في سلوفاكيا، وتوفي في 6 فبراير 1936 في Nový Smokovec ‏ في سلوفاكيا.